# Caicedo
Caicedo es un municipio de Colombia, localizado en la subregión Occidente del departamento de Antioquia. Limita por el norte con los municipios de Abriaquí y Santa Fe de Antioquia, por el este con los municipios de Santa Fe de Antioquia y Anzá, por el sur con los municipios de Anzá y Urrao y por el oeste con Urrao. Su cabecera dista 100 kilómetros de la ciudad de Medellín, capital del departamento de Antioquia, por la vía Santa Fe de Antioquia. El municipio posee una extensión de 224 kilómetros cuadrados. El gentilicio de sus gentes es caicedeño. A este municipio también se le conoce con los apelativos de: reserva hídrica de occidente.

## Vías de comunicación
Se comunica por carretera destapada con los municipios de Urrao, Anzá y por carretera pavimentada con Santa Fe de Antioquia.

## División Político-Administrativa
Aparte de su Cabecera municipal. Caicedo está compuesto con las siguientes veredas:
Altavista, Anocozca, Asesí, Bella Aguada, Casanova, Chochal, El Encanto, El Hato, El Playón, El Tambor, La Cascajala, La Cortada, La García, La Manga, La Noque, La Piedra, La Salazar, La Soledad, Los Pinos, Los Sauces, Romeral, San Juan.

## Demografía
Población total: 8 297 hab. (2018)
- Población urbana: 1 657
- Población rural: 6 641

Alfabetismo: 77,7% (2005)
- Zona urbana: 88,6%
- Zona rural: 75,2%

### Etnografía
Según las cifras presentadas por el DANE del censo 2005, la composición etnográfica del municipio es: 
- Mestizos & blancos (91,4%)
- Afrocolombianos (8,6%)

## Economía
- Agricultura: Café, Caña, Fríjol y Maíz
- Ganadería: Ganado Vacuno y Porcino
- Apicultura
- Explotación Maderera
- Comercio
- Artesanías: Canastos en fique, costales de cabuya y callanas de barro.

## Fiestas
- Fiestas de la Fraternidad y la reconciliación en el segundo festivo del mes de noviembre, la fiesta más reconocida del municipio
- Virgen del Carmen, 16 de julio
- Fiestas patronales de la Virgen de las Mercedes, 24 de septiembre.

## Patrimonio natural
- Parque natural regional Corredor de Las Alegrías.
- Parajes de la vereda la Nevera
- Capilla de Piedra
- Alto de La Cruz
- Fuentes Saladas, en la vereda La Noque
- Cavernas de Piedra, en la vereda Anocosca
- Piedra Encantada, en la vereda El Encanto.